# 擬木毛蘚
擬木毛蘚（学名：Pseudospiridentopsis horrida）为扭葉蘚科擬木毛蘚屬下的一个种。